# Barzyna (województwo opolskie)
Barzyna (niem. Kleinwaltersdorf) – wieś w Polsce, położona w województwie opolskim, w powiecie namysłowskim, w gminie Namysłów.
W okresie międzywojennym we wsi znajdowały się m.in. ewangelicka szkoła ludowa, karczma, sklep z artykułami kolonialnymi i trafiką oraz pomnik wojenny. Upamiętniał on mieszkańców Barzyny, którzy polegli na frontach I wojny światowej.
| SIMC    | Nazwa | Rodzaj     |
| ------- | ----- | ---------- |
| 0499442 | Borek | przysiółek |

W latach 1975–1998 miejscowość administracyjnie należała do ówczesnego województwa opolskiego.